# سی مای نیم
سِی مای نیم (انگلیسی: Say My Name; کره‌ای: 세이마이네임; لاتین‌نویسی اصلاح‌شده: Seimaineim) گروه دخترانهٔ اهل کره جنوبی است که توسط Inkode تشکیل شده است. این گروه متشکل از هفت عضو است: هیتومی، می، کانی، سوها، دوهی، جون‌هی و سونگ‌جو. این گروه در ۱۶ اکتبر ۲۰۲۴ با انتشار آلبوم چندآهنگهٔ سی مای نیم فعالیتش را آغاز کرد.

## اعضا
- هیتومی (کره‌ای: 히토미) – لیدر[۱]
- می (کره‌ای: 메이)
- کانی (کره‌ای: 카니)
- سوها (کره‌ای: 소하)
- دوهی (کره‌ای: 도희)
- جون‌هی (کره‌ای: 준휘)
- سونگ‌جو (کره‌ای: 승주)

## ترانه‌شناسی

### آلبوم‌های چندآهنگه
| عنوان      | جزئیات                                                                      | بالاترین جایگاه جدول | فروش‌ها        |
| عنوان      | جزئیات                                                                      | کره جنوبی            | فروش‌ها        |
| ---------- | --------------------------------------------------------------------------- | -------------------- | ------------- |
| سی مای نیم | - انتشار: ۱۶ اکتبر ۲۰۲۴ - ناشر: Inkode - فرمت: سی‌دی، دانلود دیجیتال، استریم | ۱۵                   | - KOR: 31,524 |

### تک‌آهنگ‌ها
| عنوان     | سال  | بالاترین جایگاه جدول | آلبوم      |
| عنوان     | سال  | کره جنوبی دانلود     | آلبوم      |
| --------- | ---- | -------------------- | ---------- |
| «WaveWay» | ۲۰۲۴ | ۳۹                   | سی مای نیم |

## ویدئوشناسی

### موزیک ویدئو
| عنوان     | سال  | کارگردان                      |
| --------- | ---- | ----------------------------- |
| «WaveWay» | ۲۰۲۴ | کیم جا کیونگ (فلکسیبل پیکچرز) |